# William Mumford Gregory
William Mumford Gregory (auch William M. Gregory; * 18. Januar 1876 in Jonesville, Michigan; † 27. Juni 1974 in Phoenix, Arizona) war ein US-amerikanischer Pädagoge, Geograph und Geologe.

## Leben

### Familie und Ausbildung
William Mumford Gregory, Sohn des Edgar Bartlett Gregory und der Sarah Mumford Gregory, graduierte 1894 am State Normal College in Ypsilanti, Michigan. Er widmete sich im Anschluss dem Studium der Geographie und Geologie an der Harvard University in Cambridge, Massachusetts, 1904 erwarb er den Grad eines Bachelor of Science.
William Mumford Gregory vermählte sich am 25. Juni 1904 mit der aus East Tawas, Michigan, gebürtigen Julia Emery. Aus der Ehe gingen die Kinder Elizabeth, William und Edgar hervor. Er verstarb im Juni 1974 im hohen Alter von 98 Jahren im Beatitudes Care Center in Phoenix, Arizona.

### Beruflicher Werdegang
William Mumford Gregory war in den Jahren 1895 bis 1902 als Superintendent an Schulen in East Tawas angestellt. Nach seinem Studienabschluss an der Harvard University trat er eine Stelle als Teacher of Science an der Central High School in Cleveland, Ohio an. 1909 wechselte er in die Funktion als Leiter des Departments of Geography an das Teachers' College in Cleveland, 1928 schied er aus. Er fungierte zusätzlich seit 1914 als Director des Cleveland Educational Museums und von Public Schools, von 1925 bis 1929 als Lecturer in Economic Geography am Cleveland College, von 1925 bis 1937 als Associate Professor of Economic Geography an der Western Reserve University und zeitweise als Lecturer in den Sommerkursen der University of Wisconsin–Madison, Columbia University, University of Pennsylvania, University of Washington, Clark University sowie des George Peabody Colleges. Gregory war überdies von 1896 bis 1902 für den Michigan Geological Survey, von 1902 bis 1905 als Hydrograph für den U.S. Geological Survey sowie 1904 als Wasserbeauftragter für das Gebiet Lower Michigan tätig.
William Mumford Gregory, der sich insbesondere Verdienste um ausgedehnte wissenschaftliche Untersuchungen der Regionen rund um den Eriesee, sowohl in Ohio als auch in Michigan sowie die Einführung von visuellen Lehr-Lernmethoden an Schulen in Cleveland erwarb, war Präsident der National Academy of Visual Instruction sowie Mitglied der American Geographical Society, der Western Reserve Historical Society, der American Association of Museums und des National Council for Geography Teachers.

## Publikationen
- Water Supply of Lower Michigan. 1906
- Geological report on Arenac County. in: Publication (Michigan. Geological and Biological Survey), 11. Wynkoop Hallenbeck Crawford, state printers, Lansing, Mich., 1912
- Geography of Ohio. American Book Co., 1916
- A geography of Cleveland : prepared especially for use in Cleveland public schools. in: Ohio, its people and places., Cleveland, Ohio., reel 12. Union Trust Co., Cleveland, Ohio, 1925
- Visual aids in the schools. in: The Harter monograph series. Harter School Supply Co., Cleveland, Ohio, 1926
- Work Book in Geography. 1926
- Visual education in Europe. Educational screen, Chicago, Ill., 1930